# Сыхтымлор (озеро, бассейн Тромъёгана)
Сыхтымло́р (Сыхтым-Лор) — озеро в северной части Сургутского района Ханты-Мансийского автономного округа (Тюменская область), расположенное в 82 км к северу от города Сургут. Длина озера равна 10 километрам, максимальная ширина составляет 3,8 километра. Площадь поверхности — 51,8 км². Площадь бассейна — 85,8 км². Расположено на высоте 78 метров над уровнем моря, к югу от озера Когуюхлор.
Озеро находится в труднодоступной местности, берега сильно заболочены, рядом расположено большое число озёр меньшего размера. На востоке вытекает река Котлунгъяун, относящаяся к бассейну Карского моря. Ближайший населённый пункт — деревня Русскинская в 30 км к северо-востоку. Вокруг озера находятся оленьи пастбища местных жителей, хантов. Нефтедобыча на озере продолжается уже несколько лет, поэтому присутствуют буровые установки, внутрипромысловые дороги и трубопроводы.
Название озера Сыхтымлор с хантыйского переводится как Озеро с протокой (хант. сыхтым - протока).